# Keller Easterling
Keller Easterling és una arquitecta americana, urbanista, escriptora i mestra. És professora a la Yale School of Architecture. També ha estat professora a la Graduate School of Architecture de la Universitat de Colúmbia. Unes obres destacades seves són Enduring Innocence: Global Architecture and its Political Masquerades i Organization Space: Landscapes, Highways, and Houses in America i American Town Plans. Va participar en la sèrie de conferències Arxipèlag d'excepcions del Centre de Cultura Contemporània de Barcelona el 2015.

## Publicacions
- Ed., with David Mohney. Seaside: Making a Town in America. New York, N.Y.: Princeton Architectural Press, 1991.
- The Action Is The Form. Victor Hugo's TED Talk. London: Strelka Press, 2012. ASIN B0085JSC44
- Extrastatecraft: The Power of Infrastructure Space. Verso, 2014. ISBN  978-1-78168-587-7